# ちゃぶ台 (テレビ番組)
ちゃぶ台（ちゃぶだい）はテレビ和歌山（WTV）で2011年4月7日から2016年3月19日まで放送されていたトークバラエティ番組。2011年10月からは番組枠を30分から45分へと拡大した。

## 概要
テレビ和歌山の自社番組。コンセプトは「和歌山での生活を豊かに楽しくするための方法を探っていくトークバラエティ」とし、ちゃぶ台とござを持って、さまざまなところでゲストとトークを繰り広げる。
ちゃぶ台を持っていくことで、特にセットを組むことなく番組を成立させている。

## 放送時間
毎週土曜日 22:00～22:45放送 隔週新作

## 出演者
マエオカテツヤ(漫画家)
和歌山市内在住の漫画家。現在、スポニチにて「おじゃま天狗」を執筆中。桂枝曾丸とは親しく、テレビ和歌山「@あっと!テレわか」にて共演しているだけでなく、和歌山弁落語の台本を提供しヒットさせた。
トーク中は堀内に対しては、ボケが多いが、ゲストに対しては、するどいツッコミをいれる。
和歌山市楠見地区出身で、ときどきネタとして使われる。
堀内孝治
和歌山マリーナシティの名物広報マン。大阪芸術大学出身。番組開始当初、ダテメガネをかけていたが、かけない方が多くなってきている。トーク中は、マエオカテツヤのボケを冷たくあしらう。
ときおりマニアぶりを披露し、第2回の放送時は自前のウルトラマングッズのコレクションを紹介している。
地元ネタでは和歌山市名草地区のことが、たびたび出る。
ちゃぶ台以外では、@あっと!テレわか マリーナイベント情報でも登場する。
Fun×Fam(ローカルアイドル)
堀内孝治がプロデューサーとしてアイドル育成プロジェクトと銘打ち活動している。
わんだーらんど（お笑いコンビ）
吉本興業(株)の100周年記念事業、若手芸人が各都道府県に住む「あなたの街に住みます」プロジェクトで、和歌山市内に住んでいる。ボケ担当の東岸誠は美浜町、ツッコミ担当の谷坂俊輔は紀美野町出身で、2人は県立向陽高校卒の同級生。
魔人ルー(番組プロデューサー・土橋一輝)
テレビ和歌山の「カレー大好き番組プロデューサー」として登場する。登場シーンは必ず背中のみ。初出は第3回放送のちゃぶ1グルメのコーナーで、ゲストのW LOCKIN'CREWのダナが「マイソール(和歌山市向)」を
紹介した時。このとき、マエオカテツヤが「カレーって言うたら、絶対、カレーやねん!」と、彼のカレーへの執着ぶりを語っている。
「魔人ルー」は、カレー好きのプロデューサーとして、トークの会話の中だけで登場するだけであったが、第16回放送のちゃぶ1グルメで、お店の特製カレーを食べているところで登場。
当初は「つちP」であったが、第18回のちゃぶ台トーク(ゲスト:湯浅醤油有限会社 新古祐子)にて、「カレー大魔神」と呼ばれ、最後に「魔人ルー」へと変遷していった。名づけたのは堀内孝治プロデューサー。
登場するときは、BGMにちゃぶ台メンバー「おかげ様ブラザーズ」の「どうせ私は肥満体」が使用されている。

## オープニング
醤油瓶から出る醤油がちゃぶ台を描くCGから始まる。テーマ曲はThe Beatlesの「Drive my car」。
原画は出演者のマエオカテツヤ。
醤油から始まるのは、和歌山が醤油発祥の地であることに由来する。

## ちゃぶ台トーク
ゲストを呼んで、ちゃぶ台を囲んでトークを展開。トークはオープンロケが多い。ゲストに選ばれる人は、おもに和歌山県内で活躍する人や、和歌山県出身の芸能人など。
呼ばれるゲストは、おもに堀内孝治の知り合いであることが多い。
テーマが決められていないどころか、台本も全くなく、完全にフリートークで進められている。トーク中のフォロースーパーは堀内は赤。マエオカは青と決められている。赤ザブトンが敷かれたスーパーはディレクターによる突込みである。
場面転換するときは、ちゃぶ台が画面を転がる。
番組ナレーションは、テレビ和歌山アナウンサーの山田みゆき。
過去のゲスト
1. きんた・ミーノ(歌手) おかげ様ブラザーズのボーカル
2. 橋本真美(雑誌編集者)フリーマガジン「アガサス」の編集長
3. W LOCKIN'CREW'(HIP HOPダンスチーム)
4. Re;ing(グループバンド)
5. 林ももこ(歌手)
6. 杉田二郎(歌手)
7. ばんばひろふみ(歌手)
8. 利光伸彦/稲野雅則/稲野圭美(加太観光協会)
9. 杉谷和昭/新谷慶子/横岩聡(NPO紀州お祭りプロジェクト)
10. 揖善継 (和歌山県立博物館)
11. Fun×Fam
12. 山野丙午/寺杣太輔/藤永みゆき(CLUB GATE)
13. 三角 治(有田川町社会教育課長/ALECセンター長)
14. 桂枝曾丸(落語家)
15. 真道ゴー(女子ボクサー)
16. 上野真歳(紀伊国屋文左衛門本舗 社長)
17. 上赤坂佳孝/阿部巧也/芝崎 公彦(アルテリーヴォ和歌山)
18. 新古祐子(フードアナリスト/湯浅醤油有限会社)
19. 白石祐樹(F3レーサー)
20. 小西博之(俳優)
21. 河嶋雅基(中野BC（株）杜)/山本佳昭(中野BC（株）梅酒杜)
22. 玉置成実(歌手)
23. 石井毅(紀州レンジャーズ監督)/太田智之/小野瀬将紀
24. 中島あきは(ジャズサックスプレーヤー)
25. 豊田英三(和歌山市観光協会 事務局長)/新谷垣内真琴(和歌山市観光課)
26. 平阪佳久(歌手)WINDSのヴォーカル
27. 井出紀生(井出商店 社長)
28. 岩見慎一(有限会社エアロベース 社長)
29. 吉野正紀(和歌山キャスターズ 会長)
30. いわみせいじ(漫画家)
31. 横瀬恒人(有限会社熊野鼓動 社長)
32. 九鬼家隆(熊野本宮大社宮司)
33. 那須賢二(岩倉流泳法　第十二代宗家)
34. 岡本広子/岡美香/古川真衣(和歌山ハワイアンフラ協会)
35. 前田光穂(淡嶋神社宮司)
36. HIRO(安田大サーカス)
37. 坂田美之助(ミノスケ オフィス・コブクロ)
38. 森久美子(フラメンコ舞踊家)
39. 児玉典男(観音山フルーツガーデン代表)
40. 納谷俊輝/唯香/翼(ピンクマカロン)　CANDY★POP
41. 嶋本　龍(プロ和太鼓奏者)
42. 山上範子(りら創造芸術高等専修学校)
43. CHOKE SP(ヒューマン・ビートボクサー)
44. 上田茜/前田志穂(おしゃべり広場HOPPING)
45. 野田智也(かんぶつマエストロ)
46. Maiko(キャンドルアーティスト)
47. 増田充裕(高砂あられ)
48. 山本哲也(ガレージローライダー)
49. ガネーシュ・ギリ(インド式ヨガ講師)
50. 竹内義和(作家)

トーク内で使われる用語
- 精密に言うと

加太観光協会のトーク中、ゲストの稲野雅則が「精密に言うと」を連発し、マエオカテツヤの流行語となる。
- 別室

トーク中、堀内孝治の女性関係の話になると、マエオカテツヤが叫ぶ「テレビの前では話せやんやろうから、別室へ行って詳しく話聞こうか?」
- ちゃぶ台メンバー

ゲストに呼ばれた人は必ず、「ちゃぶ台メンバー」という会員に勧誘される。特に会員証があったり、特典もないが、ときおり「ちゃぶ台便り」として、メンバーの活動報告が番組内で流される。

## ちゃぶ1(ワン)グルメ
ちゃぶ台トークのゲストがおすすめグルメを紹介。出演者のマエオカテツヤがそのおすすめのお店へ行って、リポートする。
ゲストが複数人の場合、番組プロデューサー・通称「魔人ルー」によって、どのお店に行くか決められる。
「魔人ルー」は、カレー好きプロデューサーとして登場し、紹介店舗にカレーがあると、かならず注文している。

## マジだかんね!和歌山再発見キャラバン We're Fun×Fam
～和歌山のアイドルが和歌山をもっと発見する30市町村完全制覇への道～

和歌山の女の子たちをキラキラさせるプロジェクト。和歌山マリーナシティで歌・ダンスなど、様々な活動を展開する地域密着型アイドルグループを育てるということで「Fun×Fam（ファンファン）」と名づけられた。
もともと「Fun×Fam×Fan」というコーナーであったが、2012年4月よりFun×Famのファーストシングル「自転車に乗って」の発売にあわせて、和歌山市内をキャラバンするというコーナーに変わった。
ここでは魔神ルーがFun×Famとは敵対する関係として登場する。
主に町内でのビラ配りに始まって、そのビラ配りによってストリートライブに何人来るかという流れで終わる。
【ストリートライブを行った市町村】
1. 田辺市(H24.4月放送)
2. かつらぎ町(H24.5月放送)
3. 日高川町(H24.6月放送)
4. 湯浅町(H24.7月放送)
5. 広川町(H24.8月放送)
6. 古座川町(H24.9月放送)
7. 紀美野町(H24.10月放送)
8. 串本町(H24.11月放送)
9. 美浜町(H24.12月放送)
10. 白浜町(H25.1月放送)
11. 御坊市(H25.2月放送)
12. すさみ町(H25.3月放送)
13. 有田川町(H25.4月放送)
14. 橋本市(H25.5月放送)
15. 紀の川市(H25.6月放送)

## 和歌山マリーナシティ・イベント情報
和歌山マリーナシティのお勧めのイベント情報のコーナー

## わんだーらんどの青春Boy青春Girl
吉本興業の住みます芸人プロジェクト・和歌山住みます芸人の「わんだーらんど」が、県内の高校を訪ねてクラブ活動や学校行事などを紹介。2012年3月まで「ちゃぶ台School Days」として、魔人ルーが和歌山県内の高校を取材していたコーナーの後継として始まった。

## Push De エンタ
オー・エンターテイメントが提供するエンターテイメント情報のコーナー

## エンディング
2011年第1回放送から第13回放送まではオープニング同様、The Beatlesの「Hello good bye」。
第14回の放送枠拡大時に「和歌山を元気にするプロジェクト 第一弾」で誕生した地域密着型アイドル・Fun×Famが歌う「自転車に乗って」に変わる。

## ぶらちゃぶ
第23回放送時、なんの前触れもなく行われた。出演者の二人が和歌山市内を歩き、そこで出会った人とトークを展開していくものであった。